# Kalvaria Povazska Bystrica
Kalvaria Považská Bystrica (phát âm tiếng Slovak: [ˈkalʋaɾia ˈpɔʋaʃskaː ˈbistɾitsa]) là một công trình lớn gồm 14 tòa nhà, trong đó có 13 tòa nhà là nhà nguyện, nằm ở Slovakia kể về cuộc hành trình của Chúa Giêsu từ lúc chào đời cho đến khi khoảnh khắc Người bị đóng đinh.

## Lịch sử
Các ngôi nhà khởi công từ năm 1805 đến năm 1807, người đứng đầu khi đó là một giáo sĩ ở Považská Bystrica có tên Joseph Bobošík (hay Bobossék). Thị trưởng của thành phố Tomas Lovišek ký một hiệp ước vào ngày 8 tháng 6 năm 1807  về việc thành lập một cộng đồng đảm nhận việc tân trang các toà nhà. Công trình tái thiết vào nửa sau của thế kỉ 19 vào năm 1937.
Tuy nhiên, theo thời gian các toàn nhà cũng dần xuống cấp thể hiện bằng sự biến mất một số nhà nguyện. Nhà nguyện chính Maria Magdalena ngày càng trở nên dột nát với các lỗ thủng rò rỉ trên tường. Công trình này được coi là một di tích quốc gia có giá trị và được nỗ lực trùng tu. Vào những năm 1990, tác phẩm điêu khắc về vụ đóng đinh đã được phục hồi và chuyển đến Nhà thờ Kính viếng Đức mẹ Đồng trinh. Vào năm 2011, chính quyền địa phương của Považská Bystrica cùng với các giáo sĩ giáo xứ của thị trấn đã thông báo về việc bắt đầu một chương trình tái thiết công trình này một cách chính thức.

Năm 2015, mái và tường của Nhà nguyện Mary Magdalene trở lại bình thường nhờ sự nỗ lực của người dân địa phương và cơ quan chính quyền. Cùng với đó là sự biến mất một phần của thảm thực vật xung quanh.

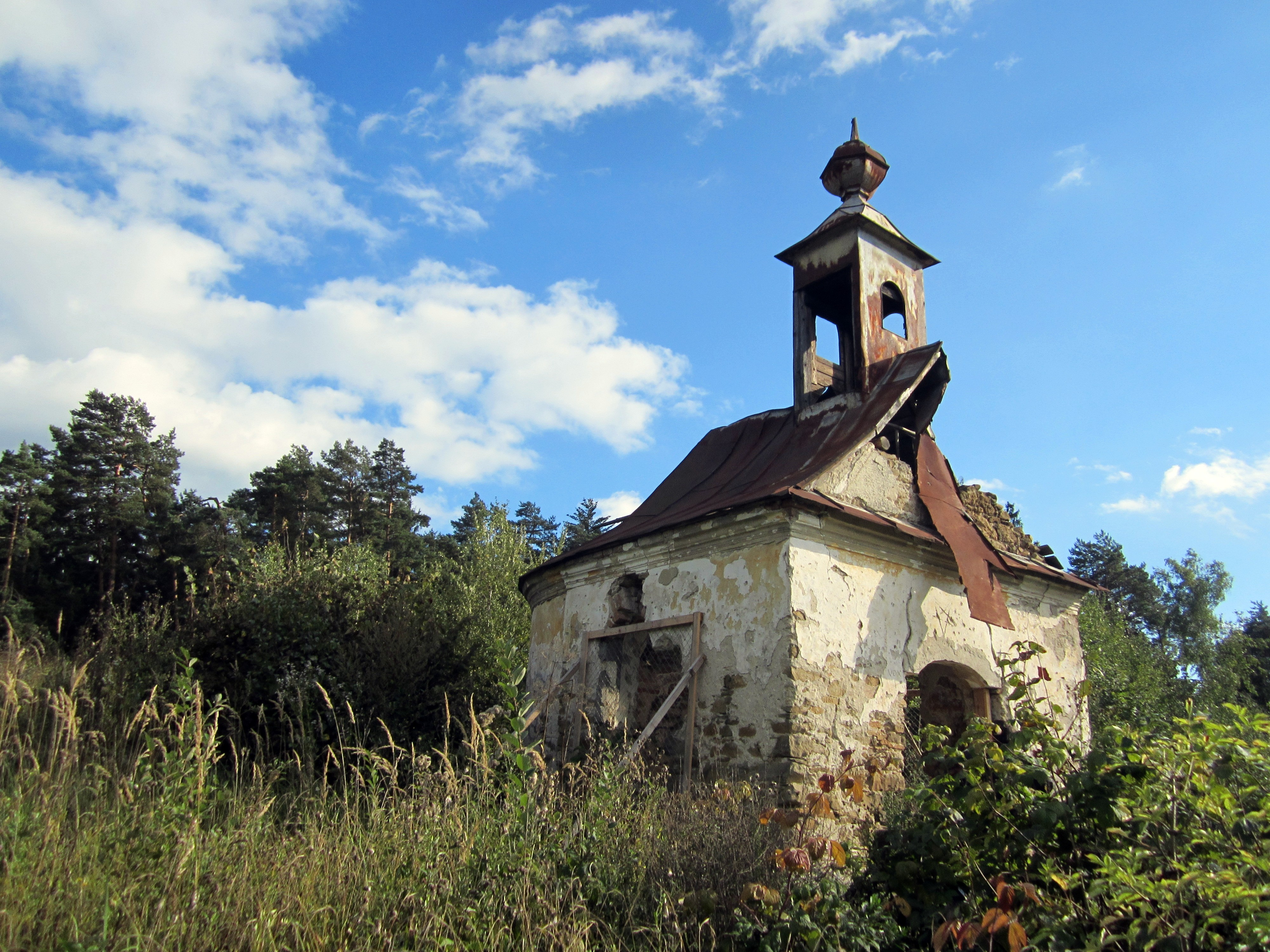
Nhà nguyện Mary Magdalene (trước khi cải tạo)
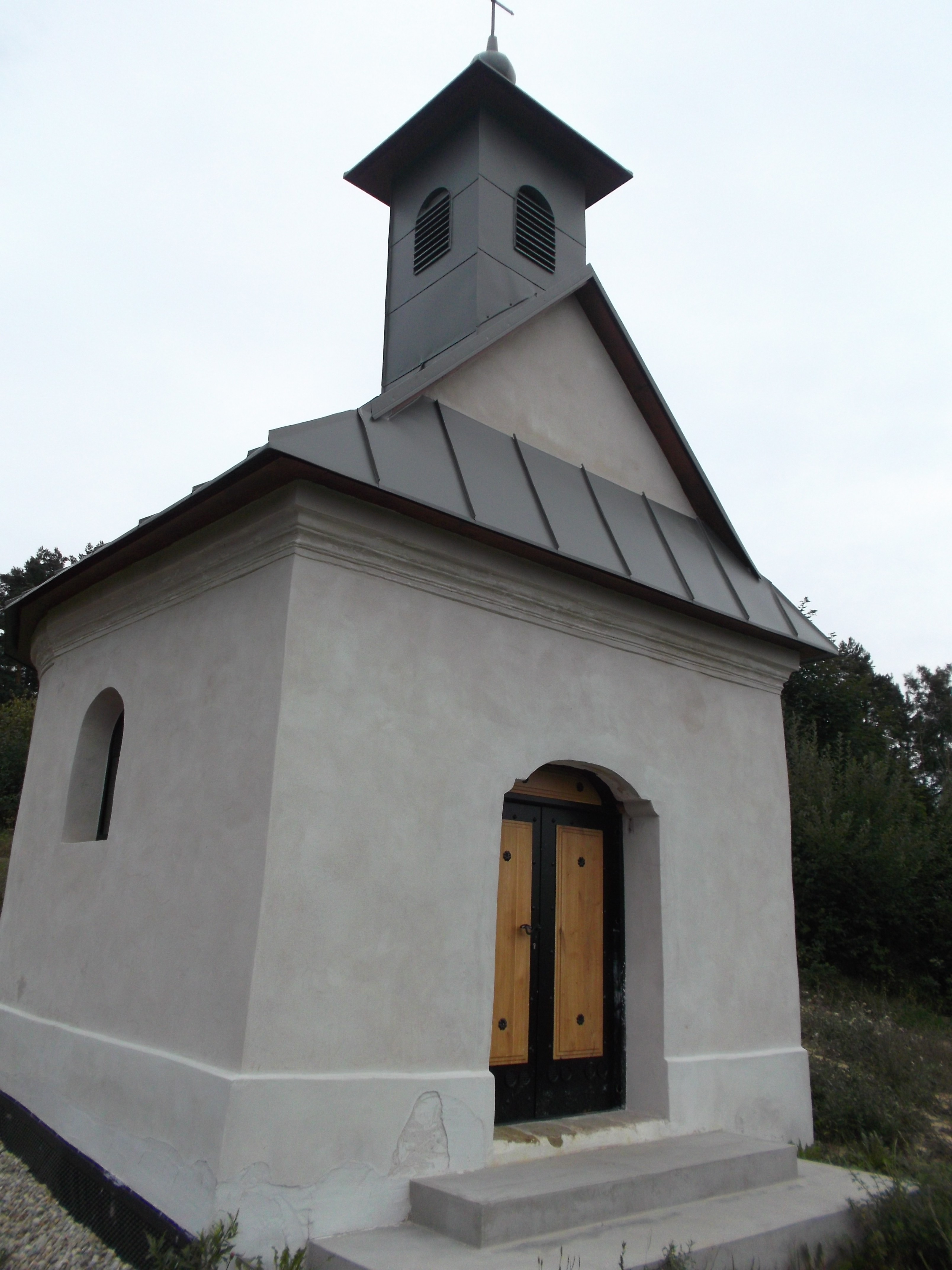
Nhà nguyện Mary Magdalene (cải tạo năm 2015)
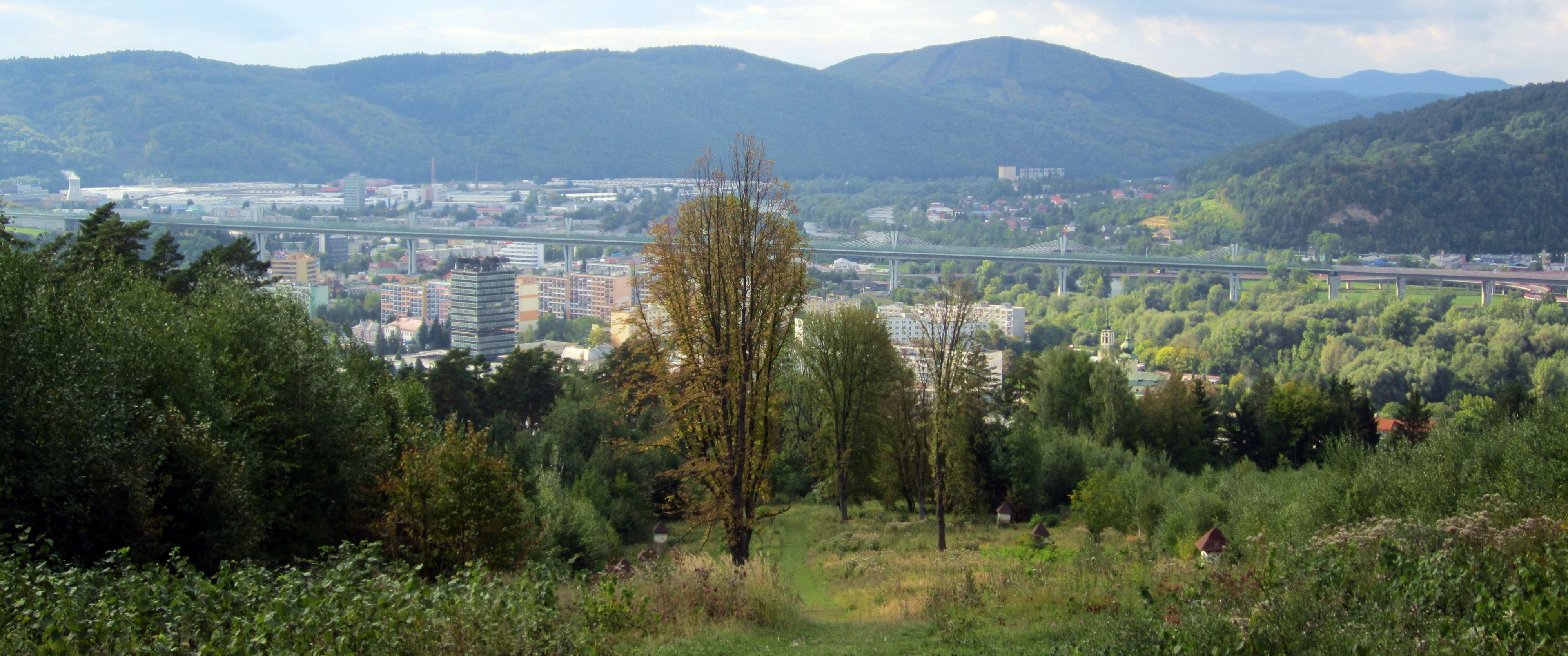
Quang cảnh thị trấn từ vị trí của công trình